# Ichor
Pour l’article ayant un titre homophone, voir Ikor.
Dans la mythologie grecque, l'ichor (en grec ancien ἰχώρ / ikhṓr) est le sang des dieux, différent de celui des mortels. C'est, à l'origine, un terme médical ionien qui désigne une sérosité, par opposition au sang (αἷμα / haîma) et au pus (πὐον / púon). Chez Platon, Aristote et les auteurs hippocratiques, le terme se rapporte à la lymphe ou au sérum sanguin.
Les dictionnaires du XIXe  et du  XXe siècle le définissent par : pus sanguinolent et fétide s'écoulant d'une plaie infectée ou d'un ulcère.

## Chez Homère
Le mot se rencontre seulement à deux reprises chez Homère. La première mention apparaît aux vers 339-342 du chant V de l'Iliade, quand Aphrodite est blessée par Diomède :
| « πρυμνὸν ὕπερ θέναρος· ῥέε δ᾽ ἄμβροτον αἷμα θεοῖο ἰχώρ, οἷός πέρ τε ῥέει μακάρεσσι θεοῖσιν· οὐ γὰρ σῖτον ἔδουσ᾽, οὐ πίνουσ᾽ αἴθοπα οἶνον, τοὔνεκ᾽ ἀναίμονές εἰσι καὶ ἀθάνατοι καλέονται· » | « Du poignet jaillit l'immortel sang de la déesse, L'ichor, tel qu'on le voit couler chez les dieux bienheureux : Ne consommant ni pain ni vin aux reflets flamboyants, Ils n'ont pas notre sang et portent le nom d'Immortels. » |

On le retrouve au vers 416, lorsqu'Aphrodite est rentrée dans l'Olympe et que sa mère Dioné « essuie l'ichor de ses deux mains » (ἀμφοτέρῃσιν ἀπ᾽ ἰχῶ χειρὸς ὀμόργνυ). Il arrive ailleurs dans l'épopée qu'un dieu — Arès — soit blessé, mais l'ichor n'est pas mentionné : le poète emploie de nouveau  l'expression « sang immortel » (ἄμϐροτον αἷμα / ámbroton haĩma) qu'il a déjà utilisée au vers 339 pour Aphrodite. Or « βρότος » est un mot homérique pour le sang, en particulier celui qui coule d'une blessure ; le sang immortel est donc aussi un sang « exsangue ».
Les vers 341-342 exposent de manière concise la différence entre dieux et mortels. Ceux-ci ont comme particularité celle d'« être nourri[s] du blé de Déméter », c'est-à-dire de manger du pain — nourriture qui les définit par rapport aux héros d'antan ou aux monstres. Leur cycle de vie est similaire à celui des végétaux qu'ils mangent : « pareils à des feuilles, tantôt [ils] vivent pleins d'éclat et mangent les fruits que fournit la terre labourée, / tantôt retombent au néant. » Les mortels sont aussi ceux qui ont du sang dans les veines : ainsi, lors de sa descente aux Enfers, Ulysse doit laisser les morts boire un peu de sang pour qu'ils puissent reprendre un peu de vie et parler. Les dieux ne mangeant pas de pain, ni de vin, ils n'ont pas de sang et ne sont pas mortels.
Pour des raisons de probabilité intrinsèque, les vers 341-342 ont été écartés comme une interpolation par plusieurs éditeurs modernes d'Homère. Dans ce cas, l'ajout serait l'œuvre d'un mouvement religieux, comme l'orphisme, où les proscriptions alimentaires jouent un rôle crucial : s'abstenir de pain et de vin permet de remplacer le sang par de l'ichor, et donc de se rapprocher de la divinité. Pour d'autres auteurs, au contraire, les vers 341-342 s'intègrent pleinement dans les conceptions théologiques d'Homère. Chez lui, en effet, les dieux ne se nourrissent pas de viandes sacrificielles, comme dans les traditions proche-orientales : tout juste se contentent-ils du fumet des viandes rôties et de l'odeur de la graisse brûlée. Leur véritable nourriture est le nectar et l'ambroisie, qui les empêchent de vieillir.

## Auteurs ultérieurs
Cette conception de l'ichor n'a pas réellement d'écho dans la littérature ultérieure, où le nectar et l'ambroisie sont directement à l'origine de l'immortalité. Seul un passage d'interprétation difficile de l’Agamemnon d'Eschyle paraît se rattacher à la tradition homérique : « L'ancienne plaie n'est pas encore cicatrisée, déjà coule le nouvel ichor », remarque Clytemnestre à propos de la malédiction des Atrides. « Ichor » pourrait ici simplement désigner du sang, ou ce qui s'écoule d'un abcès interne, mais le mot pourrait avoir été intentionnellement choisi pour démarquer le sang royal des Atrides, descendants de Zeus, de celui du reste des hommes.